# Список епізодів телесеріалу «Світлячок»
Нижче наведений список і опис епізодів американського фантастичного телевізійного серіалу «Світлячок».
Серіал транслювався з 20 вересня 2002 року по 20 грудня 2002 року та 19 серпня 2003 року на телеканалі Sci Fi, у США.

## Список епізодів
| № | №  | Назва                                    | Дата виходу        |
| --- | -- | ---------------------------------------- | ------------------ |
| 1 | 11 | Сереніті «Serenity»                      | 20 грудня, 2002    |
| Малькольм Рейнольдс - ветеран війни та капітан корабля «Сереніті». Він та його екіпаж займаються контрабандою. Їх наймають перевезти декількох пасажирів. Але не всі пасажири виявляються тими, за кого себе видають. |    |                                          |                    |
| 2 | 1  | Пограбування потяга «The Train Job»      | 20 вересня, 2002   |
| Мафіозо Нішка наймає екіпаж «Сереніті» пограбувати потяг. Вони успішно крадуть вантаж, але дізнаються, що це ліки, які життєво необхідні місцевим жителям. |    |                                          |                    |
| 3 | 2  | Божевільний «Bushwhacked»                | 27 вересня, 2002   |
| «Сереніті» зустрічає пасажирський корабель, на який напали Пожирачі, а незабаром на місце події прибуває крейсер Альянсу. Саймону та Рівер доводиться ховатися, щоб уникнути арешту, а з єдиною людиною, яка пережила атаку Пожирачів, відбувається щось дивне.                                                                |    |                                          |                    |
| 4 | 6  | Вечірка «Shindig»                        | 1 листопада, 2002  |
| Інара відвідує світську вечірку і виявляє там Малькольма, який намагається укласти операцію з перевезення контрабанди. Мел б'є по обличчю клієнта Інари, але занадто пізно усвідомлює, що цим він викликав відомого фехтувальника на дуель. От тільки Малькольм ніколи в житті не тримав шпагу.                                |    |                                          |                    |
| 5 | 7  | Порятунок «Safe»                         | 8 листопада, 2002  |
| Мел опиняється перед важким вибором - кого з членів екіпажу рятувати, коли один виявляється сильно поранений, а двоє інших зникли. |    |                                          |                    |
| 6 | 3  | Наша місіс Рейнольдс «Our Mrs. Reynolds» | 4 жовтня, 2002     |
| Після чергового завдання Мел дізнається, що в нагороду його одружили на одній з місцевих дівчат на ім'я Саффрон. Капітан не знає що робити. Пастор намагається простежити, щоб ситуація не виходила за рамки пристойності, а екіпаж з цікавістю стежить за розвитком подій. Проте все не так весело і безневинно, як здається. |    |                                          |                    |
| 7 | 4  | Джейнтаун «Jaynestown»                   | 18 жовтня, 2002    |
| Повернувшись на планету, де він колись пограбував місцевого суддю, Джейн дізнається, що став там легендою. Мел вирішує використати цю обставину, щоб виконати нове завдання. |    |                                          |                    |
| 8 | 5  | Аварія «Out of Gas»                      | 25 жовтня, 2002    |
| На «Сереніті» відбувається аварія, яка залишає екіпаж із запасами кисню лише на кілька годин. Мел намагається полагодити двигун і згадує різні епізоди з життя екіпажу. |    |                                          |                    |
| 9 | 8  | Аріель «Ariel»                           | 15 листопада, 2002 |
| Екіпаж «Сереніті» залишився без грошей. Несподівано Саймон пропонує роботу. Він просить команду допомогти провести Рівер в одну з лікарень Альянсу на планеті Аріель в обмін на можливість обібрати місцеві медичні склади. |    |                                          |                    |
| 10 | 9  | Воєнні історії «War Stories»             | 6 грудня, 2002     |
| Розлючений дружбою Зої та Мела, Уош хоче особисто взяти участь в новому завданні. На жаль, саме в цей момент мафіозо Нішка вирішує помститися Мелу за невдачу з попередньою справою. |    |                                          |                    |
| 11 | 12 | Сміття «Trash»                           | 28 червня, 2003    |
| Мел випадково зустрічає Саффрон, яка пропонує екіпажу «Сереніті» нову роботу - викрадення рідкісної стародавньої зброї у багатого землевласника. Проте цього разу завоювати довіру команди їй набагато важче. |    |                                          |                    |
| 12 | 13 | Послання «The Message»                   | 15 липня, 2003     |
| Мел та Зої намагаються доставити тіло колишнього товариша по службі на його рідну планету. Однак і цього разу їх починають переслідувати. |    |                                          |                    |
| 13 | 14 | Золоте серце «Heart of Gold»             | 19 серпня, 2003    |
| Хазяйка борделя, колишня компаньйонка та подруга Інари, наймає екіпаж «Сереніті», коли місцевий багатій хоче забрати «свою» дитину у повії, яка завагітніла від нього. |    |                                          |                    |
| 14 | 10 | Об'єкти в космосі «Objects in Space»     | 13 грудня, 2002    |
| На борт «Сереніті» проникає професійний мисливець за головами Джубл Ерлі, який не зупиниться ні перед чим, щоб забрати Рівер. Але Рівер знаходить спосіб втекти від довгої руки Альянсу. |    |                                          |                    |